# Московский художественный институт имени В. И. Сурикова
Моско́вский ордена Трудово́го Кра́сного Зна́мени госуда́рственный академи́ческий худо́жественный институ́т имени В. И. Су́рикова при Российской академии художеств — один из ведущих художественных вузов России. Наряду с СПбАХ им. И. Е. Репина составляет образовательную структуру Российской Академии художеств.
В 1939 году был утвержден Устав Московского Государственного художественного института. Великая Отечественная война, сорвавшая со своих мест всех и вся, не пощадила и МГАХИ. Но тяготы этой суровой поры не помешали творческой и научной работе преподавателей и студентов (частью оставшихся в осажденной столице и частью эвакуированных в Самарканд).
Ректор — профессор, Народный художник РФ, академик А. А. Любавин.

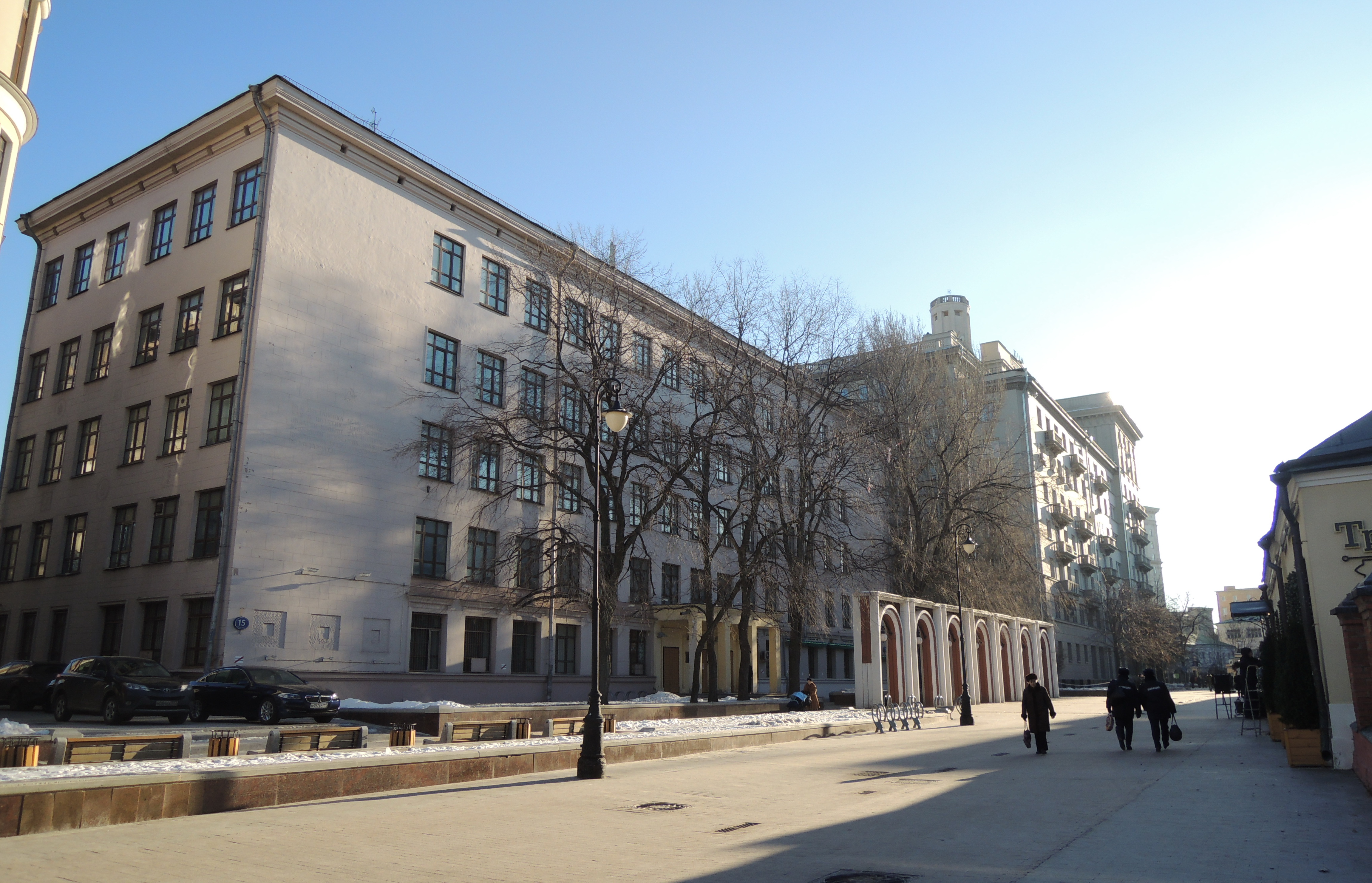
Здание факультета графики в Лаврушинском переулке

## История
Правопреемник и наследник Московского училища живописи, ваяния и зодчества. 
После октября 1917 года Московское училище живописи, ваяния и зодчества было преобразовано вместе со Строгановским Училищем в свободные художественные мастерские («Свомас»). В 1918 г. были созданы первые свободные художественные мастерские на базе бывшего Строгановского училища на Рождественке, 11, а вторые свободные мастерские находились на Мясницкой, 21. 
29 сентября 1920 года произошло слияние «свободных мастерских» во ВХУТЕМАС (Всесоюзные Художественные Технические мастерские).
ВХУТЕМАС имел семь факультетов: архитектурный, деревообрабатывающий и металлообрабатывающий, полиграфический, текстильный, керамический, живописный, скульптурный.
В 1927 году ВХУТЕМАС был реорганизован во ВХУТЕИН (Всесоюзный Художественный Технический Институт).
30 марта 1930 года ВХУТЕИН был ликвидирован, а живописные и скульптурные факультеты московского ВХУТЕИН были объединены с ленинградским ВХУТЕИНом во вновь образованный Институт пролетарского изобразительного искусства (ИНПИИ) в Ленинграде. Студенты живописного и скульптурного факультетов московского ВХУТЕИН были переведены для учебы в Ленинград. Директором Института пролетарского изобразительного искусства был назначен Ф.А. Маслов, сотрудник из Главного управления профессионального образования (Главпрофобр).

После ликвидации ВХУТЕИН в 1930 году, его графический факультет во главе с бывшим ректором ВХУТЕИН (в 1923-1925 гг.) В.А.Фаворским был передан в состав Полиграфинститута, где был преобразован в издательский факультет, имевший своего декана Н.Ф. Лапина и художественного руководителя В.А. Фаворского, руководившего мастерской ксилографии. Бывший графический факультет ВХУТЕИНА сохранял свое самостоятельное положение, имел свои мастерские и помещения в части бывшего Московского училища живописи, ваяния и зодчества. На факультете проходили занятия по живописи и разрабатывались задания по монументальной живописи. 
Практика работы Ленинградского Института пролетарского изобразительного искусства была признана неудовлетворительной решением комиссии городского комитета ВКП(б) и Исполкома Ленсовета в июле 1932 года, освободившей Ф.А. Маслова от должности директора. ИНПИИ был преобразован в Ленинградский институт живописи, скульптуры и архитектуры (ЛИЖСА, с 1944 года – ЛИЖСА имени И. Е. Репина). Ректором института был назначен известный скульптор А.Т. Матвеев. 
После двухлетней паузы, было решено восстановить обучение рисованию и живописи также и в Москве, на базе бывшего графического факультета ВХУТЕИН в составе Полиграфинститута. В 1934 году решением народного комиссара образования на базе этого факультета был создан Московский Институт Изобразительных Искусств с двумя факультетами — графическим и, с 1935 года, живописным. В 1936 г. был открыт факультет скульптуры, и часть студентов-скульпторов переехало из Ленинграда обратно в Москву.
В 1937 году ректором Московского Института Изобразительных Искусств был назначен И.Э.Грабарь, в нем стали действовать четыре индивидуальные станковые мастерские: С.В. Герасимова, Б.В. Иогансона (впоследствии перешла к Г.М. Шегалю), Г.Г. Ряжского, И.Э.Грабаря, и монументальная мастерская Александра Дейнека. В Институте преподавали также: Г.М. Шегаль, В.Ф. Домогацкий, М.С. Родионов, Д.С. Моор, А.А. Осмеркин, скульпторы А.Т. Матвеев, Л.В. Шервуд. 
С 1948 года учебное заведение было реформировано и стало называться Московским государственным художественным институтом и с того же времени носит имя Василия Сурикова.
В 1957 году институт награждён орденом Трудового Красного Знамени.

## Факультеты

### Факультет живописи
Декан — профессор, заслуженный художник РФ В. Н. Слатинский
- Мастерская станковой живописи профессора, нар. худ. РФ, академика П. Ф. Никонова
- Мастерская станковой живописи профессора, нар. худ. РФ, академика Н. В. Колупаева
- Мастерская станковой живописи профессора, нар. худ. РФ, академика А. Н. Суховецкого
- Мастерская станковой живописи профессора, засл. деят. иск. РФ, академика А. Т. Салаховой
- Мастерская батальной живописи
- Мастерская монументальной живописи профессора, нар. худ. РФ, академика Е. Н. Максимова
- Мастерская театрально-декорационной живописи академика Д. А. Чебарджи
- Мастерская реставрации станковой живописи А. А. Козьмина

### Факультет графики
Декан — Е. А. Воронова
- Мастерская станковой графики профессора, нар. худ. РФ, академика А. И. Теслика
- Мастерская плакатной графики профессора, нар. худ. РФ, академика А. А. Любавина.
- Мастерская книжной графики профессора, засл. худ. РФ Г.А.Мазурина
- Мастерская литографии профессора В. В. Аверьянова
- Мастерская офорта профессора, Лауреата Гос. премии РФ, академика А. Б. Суворова
- Мастерская гравюры Ю. А. Якушиной

### Факультет скульптуры
Декан — Е. Г. Тетерин
- Мастерская скульптуры профессора, нар. худ. РФ, академика А. И. Рукавишникова
- Мастерская скульптуры профессора, нар. худ. РФ, действительный член РАХ  В.И.Кошеляева

### Факультет архитектуры
Декан — Е.Н. Кузнецова 
- Кафедра архитектуры (заведующая — доцент Е. К. Трибельская)[7]

### Факультет теории и истории искусств
Декан — доцент, О.А.Прошкина 
Основан в 1986 году М. В. Алпатовым.
- Кафедра теории и истории искусств (Заведующий — доцент, кандидат искусствоведения Павлинов П. С.)

## Известные выпускники
См. Выпускники МГХИ им. Сурикова

## Известные преподаватели
См. Преподаватели МГХИ им. Сурикова

## Ректоры
- академик Игорь Эммануилович Грабарь (1937—1943)
- академик Сергей Васильевич Герасимов (1943—1948)
- Фёдор Александрович Модоров (1948—1962);
- академик Николай Васильевич Томский (1964—1970)
- академик Павел Иванович Бондаренко (1970—1988)
- академик Лев Викторович Шепелев (1988—2001)
- академик Анатолий Андреевич Бичуков (2001—2011)
- академик Анатолий Александрович Любавин (с 2011 года)